# André Biyogo Poko
André Biyogo Poko   (Bitam, 7 de març de 1993) és un exfutbolista del Gabon de la dècada de 2000.
Fou internacional amb la selecció de futbol del Gabon. Pel que fa a clubs, destacà a FC Girondins de Bordeaux i Göztepe.